# Astrojildo Pereira
Astrojildo Pereira Duarte Silva (Rio Bonito, 8 de outubro de 1890 — Rio de Janeiro, 20 de novembro de 1965) foi um ex-anarquista, escritor, jornalista, crítico literário e político brasileiro, fundador do Partido Comunista Brasileiro (PCB), em 1922.

## Biografia

Retrato sob a guarda do Arquivo Nacional (Brasil).

### Primeiros anos e formação
Astrojildo nasceu na cidade de Rio Bonito, cidade do no interior do estado do Rio de Janeiro, no ano de 1890.
Pereira, já na adolescência, migrou para Niterói, lugar onde teve um primeiro contato com um colégio aristocrático, de modo a se relacionar com a capital do estado e entrar em contato com a intensa produção de literatura que acontecia ali.
Astrojildo abandonou o colégio aos quinze anos (terceira série do ginásio) ao afirmar que, ali, não lhe ensinavam o que gostaria de fato de aprender, de modo a dedicar-se ao que ele próprio apelidou de "autodidatismo arqui-atabalhoado". Sob a ótica institucional, a escola não lhe conferiu muita importância, mas sim na chance de ter contato com o que havia de mais contemporâneo e proeminente nas esferas políticas e sociais da sociedade na época. Mais precisamente, o colégio lhe aproximou da literatura e apresentou a política. Em 1908, Astrojildo trabalhou como operário gráfico e foi aceito no Ministério da Agricultura.
O deslumbramento e a ameaça da perda fizeram Astrojildo, em 1908, aos dezessete anos, rumar à região do Cosme Velho, onde se encontrava, já no leito de morte, seu ídolo Machado de Assis. Outros autores já se encontravam velando o falecido dentro da casa, e receberam o jovem. Astrojildo, apesar de não se anunciar, deu um jeito de adentrar a casa e ver de perto seu maior ícone no mundo literário. Tal episódio fez Astrojildo, no dia seguinte, escrever o artigo "A Última Visita", refletindo sobre o falecimento do autor. Tal episódio só foi desvendado por Astrojildo anos depois, quando assumiu que aquele garoto se tratava dele próprio. Tal relevância dada por Astrojildo não é a toa se considerada a intensa relação que possuía com a obra machadiana, de maneira a marcar sua produção como artista. Astrojildo nutria um fascínio pela trajetória literária e pessoal da Machado, de modo que passou a analisar sua obra, o que o levou a produzir diversos textos sobre o tema e até a publicar um livro, chamado Machado de Assis: ensaios e apontamentos avulsos (1959), que foi bem avaliado pelo público.

### Anos posteriores
Astrojildo esteve presente na campanha para presidente de Ruy Barbosa, defensor das liberdades liberais, que acabou perdendo a disputa para o general Hermes da Fonseca. A derrota, aliada à agressividade apresentada pelo governo no caso da Revolta da Chibata, tornou Astrojildo um cético em relação à religião e ao Brasil como um todo. Sendo assim, rumou a Paris em 1911, mas tratou de voltar logo em seguida pelas dificuldades enfrentadas. Tais reviravoltas ascendeu de vez o ímpeto anarquista em Pereira, decidido a embarcar na causas operárias em vigor no momento, principalmente no Rio de Janeiro.
Em meados de 1910, Astrojildo devotou-se ao anarquismo, de modo que passou a ter uma atuação na intenção de alterar a sociedade do Brasil como um todo, preceito que passou a defender até a sua morte. O anarcossindicalismo - membro do pensamento anarquista marcado por um maior extremismo político e atuação dentro dos próprios sindicatos - imperava em meio ao movimento operário nas décadas iniciais do século XX, de modo que Astrojildo passou a se encontrar mergulhado no âmbito dos trabalhadores. O intelectual participou ativamente para a consolidação da imprensa operária, tendo escrito artigos, até 1920, que informavam a classe operária a respeito de fatos ocorridos em ativações industriais e que buscavam a organização da classe trabalhadora para a revolução social. Astrojildo, inclusive, elaborava os Congressos de Trabalhadores, manifestações e greves que o credenciavam como uma referência automática no universo proletariado no Brasil.
Durante a década de 1920, em acordo com militantes e intelectuais do movimento operário, Astrojildo Pereira fomentou a formação do Partido Comunista Brasileiro (PCB), tendo sido marcado como o mais proeminente fundador e comandante do partido na época, devido ao fato de ter ocupado a cadeira de secretário-geral da agremiação e conquistado o posto de "Seção Brasileira da Internacional Comunista".
Dessa forma, colocou em prática uma acentuada atuação na imprensa operária, de modo a canalizar sua energia em informação e instrução teórica das bancadas partidárias e no recrutamento de novos filiados. Sendo assim, assumiu uma robusta ocupação como diretor da sigla que se estendeu até a década seguinte (1930), momento em que a própria legenda partidária passou a perseguir seus intelectuais, o que culminou no afastamento e consequente expulsão de Astrojildo do PCB.

### A influência da Revolução Russa e a inclinação ao comunismo
O ano de 1917 mostrou-se profético da trajetória que Astrojildo traçaria pelo resto de sua vida. A Revolução Russa de 1917 pode ser analisada como o maior estopim para uma ideologia em seu percurso, tendo em vista que, por meio dela, ele se abriu para novos horizontes de pensamento, encontrando uma bandeira que defenderia até a morte, além de aplicar uma nova prática política, de modo a questionar sua trajetória até ali. A partir daí, Astrojildo optou por romper com seus aliados e com as ideias que defendia tão veementemente até então. Astrojildo descrevia a Revolução Russa como:
[...] fundamentalmente econômica na sua origem e nos seus fins, acentuadamente libertária nos seus meios e processos e na direção – [...] que veio ensinar aos revolucionários, aos povos de todas as nações, a única fórmula moderna de eficácia destrutiva [...] capaz de realmente operar uma transformação social profunda.
Ainda em fase de conhecimento da nova ideologia, Astrojildo tratou de, primeiro, se informar sobre o assunto afim de divulgar as ideias entre os trabalhadores - nessa fase, se mostrava mais ao lado do bolcheviques. Dois anos após a Revolução Russa, porém, se deu uma ruptura no que tange o apoio do movimento anarquista à Rússia soviética, como consequência de uma mais profunda clareza da realidade no país em termos de política e da genuína natureza da revolução. Com a chegada de notícias mais apuradas sobre os leninistas, uma presão se fez para que os intelectuais tomassem partido, com alguns tendo se posicionado livremente contrários e fazendo fortes críticas ao movimento comunista (como Oliveira Vianna) e outros se mostrando simpáticos e abertos ao movimento, caso de Astrojildo Pereira.
Ao longo de sua carreira político-cultural, a adesão ao marxismo se fez uma das características mais marcantes da atuação de Astrojildo. A transição havia sido do anarquismo - ideologia segundo a qual militou durante a década de 1910 - para o comunismo, o qual defendeu e reivindicou pela resto de sua trajetória, mas que teve ênfase especial na década de 1920. Nesse momento, o anarquismo mostrou-se um movimento importante para questionar a cultura em vigor no Brasil, revelando-se preponderante na composição de PCB - partido formado, majoritariamente, por militantes comunistas que haviam migrado do anarquismo. Desse modo, o anarquismo se fez o caminho pelo qual Astrojildo - e diversos outros militantes partidários - percorreu visando chegar ao marxismo para, aí, propor uma cultura política no país que fosse nova e diferente.
Foi a partir de 1921 que Astrojildo estabeleceu-se por meio do marxismo, com o objetivo de vencer o momento de turbulência no qual o movimento operário se encontrava. Desse modo, deu-se início a um fenômeno de debate, ainda que relativamente raso, a respeito da questão da Rússia, uma vez que o movimento operário necessitava encontrar maneiras de composição que fossem novas afim de fazer oposição ao capital e triunfar diante da sinuca de ideologias que se apresentava no momento. Em 7 de novembro de 1921, Astrojildo oficializou o Grupo Comunista do Rio de Janeiro, inicialmente arquitetado por pouco mais de dez pessoas, tornando-se o cerne capaz de atrair e impulsionar diversos grupos comunistas ainda em fase de formação no Brasil. É válido registrar que, ainda que Astrojildo tenha tido uma visão moderna para a sua época, ao passo que conseguia se conscientizar acerca da importância da Revolução Russa e defendê-la de modo a rescindir com o anarquismo, outros também seguiam essa direção. Ativistas diversos se posicionaram favoráveis à Revolução e contribuíram em suas regiões para que um partido com alcance nacional, que de fato os representassem, pudesse ser fundado.

### A construção do Partido Comunista Brasileiro e os líderes intelectuais
Uma vez articulado o Grupo Comunista do Rio de Janeiro, Astrojildo Pereira tratou de falar com diversos centros ligados à mesma ideologia que se encontravam difusos pelo Brasil, de modo a divulgar as clausulas da 3a Internacional Comunista (IC) para a formação de novos grupos comunistas, o que ocorreu. Houve neste momento, também, a criação do primeiro periódico comunista do Brasil, o que representou mais um aceno rumo ao bolchevismo no país, chamado Movimento Comunista, em 1922. Astrojildo foi nomeado redator principal, sendo o Grupo Comunista do Rio de Janeiro o responsável pela sua edição.
Astrojildo atuou de forma incisiva na construção do PCB, abordando um discurso que apontava para a elaboração da pátria. Sua retórica foi importante nos exacerbados debates da época, contribuindo para o processo de divisão entre anarcossindicalismo e comunismo. A instauração do PCB marcou uma jornada ideológica em direção ao comunismo, situada num contexto de retrocesso da causa proletária, marcado por um acentuado fracasso da luta operária de cunho anarquista no país.
A oficialização do Partido Comunista Brasileiro no Congresso se deu nas cidades do Rio de Janeiro e de Niterói, com início em 25 de março de 1922. Integraram-se no processo nove participantes, entre eles intelectuais e operários, que representavam os mais de setenta comunistas separados em grupos espalhados por diversas capitais do país. A partir desse momento, Astrojildo e o partido construíram uma trajetória difícil de se dissociar.
Demorou apenas três meses desde de a oficialização para que o PCB fosse considerado ilegal – tempo necessário, também, para que Astrojildo fosse nomeado novo secretário-geral do partido. O posto mostrava-se de alta relevância, considerando a autonomia que lhe era concedida para alterar a linha política e trocar quadros partidários, tendo em vista que tratava-se da maior autoridade eleita na hierarquia interna e, portanto, a personalidade imperante na coligação. No quadro comunista brasileiro, acima de Astrojildo Pereira estava somente a União Soviética, que fazia seus planos próprios para a América Latina. Tal ocupação serviu a Astrojildo de 1922 a 1930.
A relação existente entre intelectuais brasileiros e o PCB foi conturbada, tendo o próprio Astrojildo Pereira reconhecido a pouca relevância que existência da sigla teve em relação aos usuais meios intelectuais do país. Quase nenhuma mudança se viu até o final daquela década.
A década de 1920 foi aquela em que Astrojildo teve uma maior variação em sua escrita, tendo realizado ensaios e artigos publicados em sua maioria em periódicos da própria coligação, como A Classe Operária, Movimento Comunista, e A Nação. Ele atuava também por meio de pseudônimos para veículos da mídia tradicional, de maneira a criticar as abordagens contrárias ao fenômeno apresentadas pelos mesmos. Os objetivos de tal produção eram claros e pontuais: proliferar a ideologia comunista, exaltar os pontos favoráveis da sociedade soviética, proteger o comunismo das investidas anarquistas (de modo a criticar tal ideologia), alertar o proletariado para o valor de se estruturar ao redor do PCB, considerado a vanguarda do movimento dos trabalhadores. Dessa forma, Astrojildo produziu conteúdos assimilados ao partido e à doutrina do comunismo que foram publicados em documentos do PCB, o que torna claro qual era o seu público delimitado: os trabalhadores – apesar de outras classes terem tido contato com este conteúdo. Especula-se que intelectuais que viriam a se integrar ao partido posteriormente, além da pequena burguesia (grupo buscado pelos comunistas para estabelecer um diálogo no período) tenham tido contato com os conceitos divulgados por Astrojildo. Sendo assim, da mesma forma que seu público era variado, sua recepção também. Sob o pseudônimo de Alex Pavel circulou na cidade do Rio de Janeiro, chamado A Revolução Russa e a Imprensa, amplamente divulgada na cidade carioca quando afirmou que o movimento de outubro russo vinha sendo altamente distorcido pelos interesses burgueses. Chegou a ser perseguido pela polícia, porém, o uso do pseudônimo serviu para despistar-se da força policial.
Astrojildo foi nomeado integrante da Comissão Executiva da Internacional Comunista durante o V Congresso da organização, em julho/agosto de 1928, condecoração dada também a Stálin. Ocorrido durante os anos 1920, este foi considerado o ápice na trajetória do intelectual no partido que ajudou a fundar, o qual começou a mudar logo depois. Terminado o congresso, a promoção de um grupo stalinista à direção do Partido Comunista Russo gerou uma alteração nos rumos do partido, com um processo de renovação na diretriz política da IC, o que se estendia aos seus filiados nacionais. A inclinação era retirar aqueles que consideravam a social-democracia de esquerda um parceiro na luta à reação capitalista, que tornou-se, agora, uma inimiga, visto que colocavam obstáculos para o extremismo operário que visava a tomada das rédeas do poder.

### O afastamento da direção do PCB e a consolidação do intelectual
Como consequência dessa nova ordem, o primeiro grupo comandando do Partido Comunista Brasileiro foi destituído, incluindo Astrojildo Pereira. Ele foi afastado de sua função em 1930, e os conceitos rotulados como “astrojidismo” foram, assim, considerados desvios ideológicos, fazendo com que seguisse o mesmo caminho de muitos intelectuais do período rumo à marginalização. Foi a partir desse fenômeno que aconteceu a proletarização do PCB, de modo que a ascensão da classe trabalhadora tomou conta da direção do partido, culminando no afastamento dos intelectuais, que se encontraram, agora, afundados no ostracismo.
Inerente à Revolução de 1930 e aos demais eventos no Brasil, o Partido Comunista Brasileiro se viu imóvel e enfraquecido. Os desdobramentos dessa nova diretriz do PCB levaram o partido a uma intensa crise, agravada por uma rígida coibição do Estado e por direta intervenção externa.  A própria atuação de Astrojildo dentro do partido já se encontrava desgastada ao final da década de 1920. Em contraponto ao prestígio do qual gozava quando ajudou a fundar a sigla, ele agora sofria com a conturbada relação entre o intelectual e as normas partidárias e com a crise no partido estimulada pela atuação direta da Internacional Comunista, que tinha um novo modo de atuação focada no Estado Soviético não apenas como um trampolim impulsionador da revolução no mundo todo, mas como articulador solo do movimento em escala internacional.
Em 1931, a “facção obreirista” (ideologia imperante no Partido Comunista Brasileiro após o distanciamento de Astrojildo Pereira, construída sob conceitos de desdém pelos intelectuais e valorização dos ditos operários) atingiu o seu ápice, o que levou os intelectuais a serem considerados traidores da classe operária, causando a expulsão de diversos ex-líderes do partido, incluindo Astrojildo Pereira, que retornou para a casa de sua família em Rio Bonito, no Rio de janeiro. O afastamento seguido da expulsão representou o fim da carreira de Astrojildo como dirigente do comunismo, que o levou a construir uma carreira (bem-sucedida) no meio intelectual. Astrojildo buscou, então, uma militância focada no intelectual, numa atuação limitada a críticas culturais e, num extremo, à organização de uma política cultural. Dessa forma, na década de 1930, Astrojildo encontrava-se no impasse de ser um militante rejeitado pelo partido que ajudou a criar, de modo que focou sua energia nas tarefas desenvolvidas como intelectual.

### Ditadura Militar de 1964
Foi preso pela Ditadura militar brasileira em outubro de 1964, no mesmo ano do golpe de estado após seu nome e de outros membros do PCB, do Instituto Superior de Estudos Brasileiros (ISBE) e da mídia comunista terém sido entregue aos militares. No dossiê sobre Astrojildo, estavam listados o fato de ter sido um dos fundadores do partido e sua ligação com Luís Carlos Prestes - um dos maiores líderes da esquerda brasileira.
Na prisão, seus problemas cardíacos aumentaram e foi levado para o Hospital da Polícia Militar do Rio de Janeiro. Por meio de um Habeas corpus em janeiro de 1965, foi liberado da prisão e a imprensa disse que considerava-se um "marxista convicto".

## Morte
Com problemas cardíacos agravados na cadeia pela Ditadura, seu quadro clínico foi agravando-se e morreu em 20 de novembro de 1965, no Rio de Janeiro e sendo sepultado na cidade de Niterói.

## Legado

### Documentação em Milão
Seu arquivo, com livros e documentos, está resguardado no Arquivo Histórico do Movimento Operário Brasileiro localizado em Milão, na Itália desde o ano de 1979.

### Fundação Astrojildo Pereira
No ano de 2000, o Partido Popular Socialista (PPS), fundou a Fundação Astrojildo Pereira (FAP), centro de documentação e arquivo político localizado na cidade de Brasília que garante uma vasta documentação política da história brasileira. A instituição, atualmente associada ao Cidadania, é aberta a pesquisadores e a cidadãos civis.
A Fundação ainda garante o debate sobre política nacional e publicações de periódicos científicos.

## Livros
Bibliografia parcial de Astrojildo:
- URSS, Itália, Brasil.  Rio de Janeiro, Editora Alba, 1934.  156 p.[37]
- Machado de Assis: ensaios e apontamentos avulsos, Livraria São José, 1959.[38]
- Crítica impura, autores e problemas, Editora Civilização Brasileira, 1963.[39]
- Formação do PCB, 1922/1928: notas e documentos, Editora Prelo, 1976.[40]
- Ensaios históricos e políticos, Editora Alfa Omega, 1979.[41]